# Opel Monterey
Der Opel Monterey war ein Geländewagen des deutschen Automobilherstellers Opel, der von März 1992 bis April 1999 von Isuzu gebaut wurde. Er teilte seine Form mit dem Isuzu Trooper II. Opels Schwesterunternehmen Vauxhall bot den Monterey auch in Großbritannien an.

## Übersicht
Wie auch der Opel Frontera wurde der Monterey als dreitürige RS-Version und als fünftürige Lang-Version angeboten. Er erhielt im Juli 1998 ein Facelift, bei dem die Front etwas freundlicher und runder gestaltet und die Motorenpalette überarbeitet wurde. Außerdem erhielt der Monterey ein neues Armaturenbrett und einen aufgewerteten Innenraum.
Bis zu dieser Überarbeitung standen ein 3,1-Liter-Vierzylinder-Vorkammer-Dieselmotor mit Turboaufladung und Ladeluftkühler mit 84 kW (114 PS) und ein 3,2-Liter-V6-Ottomotor mit 130 kW (177 PS) zur Auswahl, die 1998 durch einen 3,0-Liter-Commonrail-Direkteinspritzer-Turbodiesel mit 117 kW (159 PS) oder einen 3,5-Liter-V6-Ottomotor mit 158 kW (215 PS) ersetzt wurden. Allradantrieb und Geländeuntersetzung gehören beim Monterey zur Serienausstattung. Eine Differentialsperre ist jedoch nicht vorhanden.

Im April 1999 stellte Opel den Import des Monterey ein. Ab Januar 2000 übernahm Isuzu wieder selbst den Vertrieb des Isuzu Trooper in Deutschland.

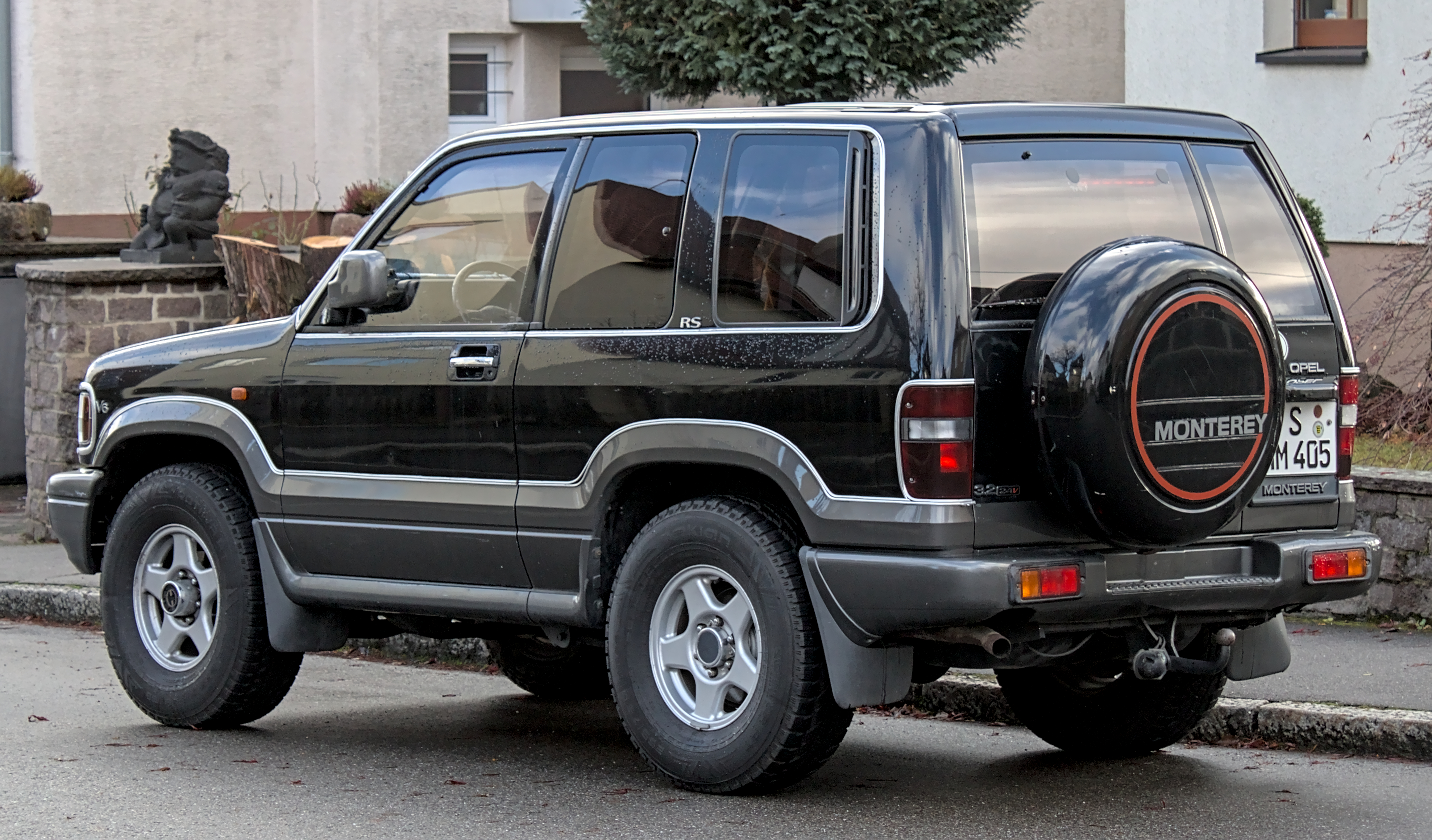
Heckansicht
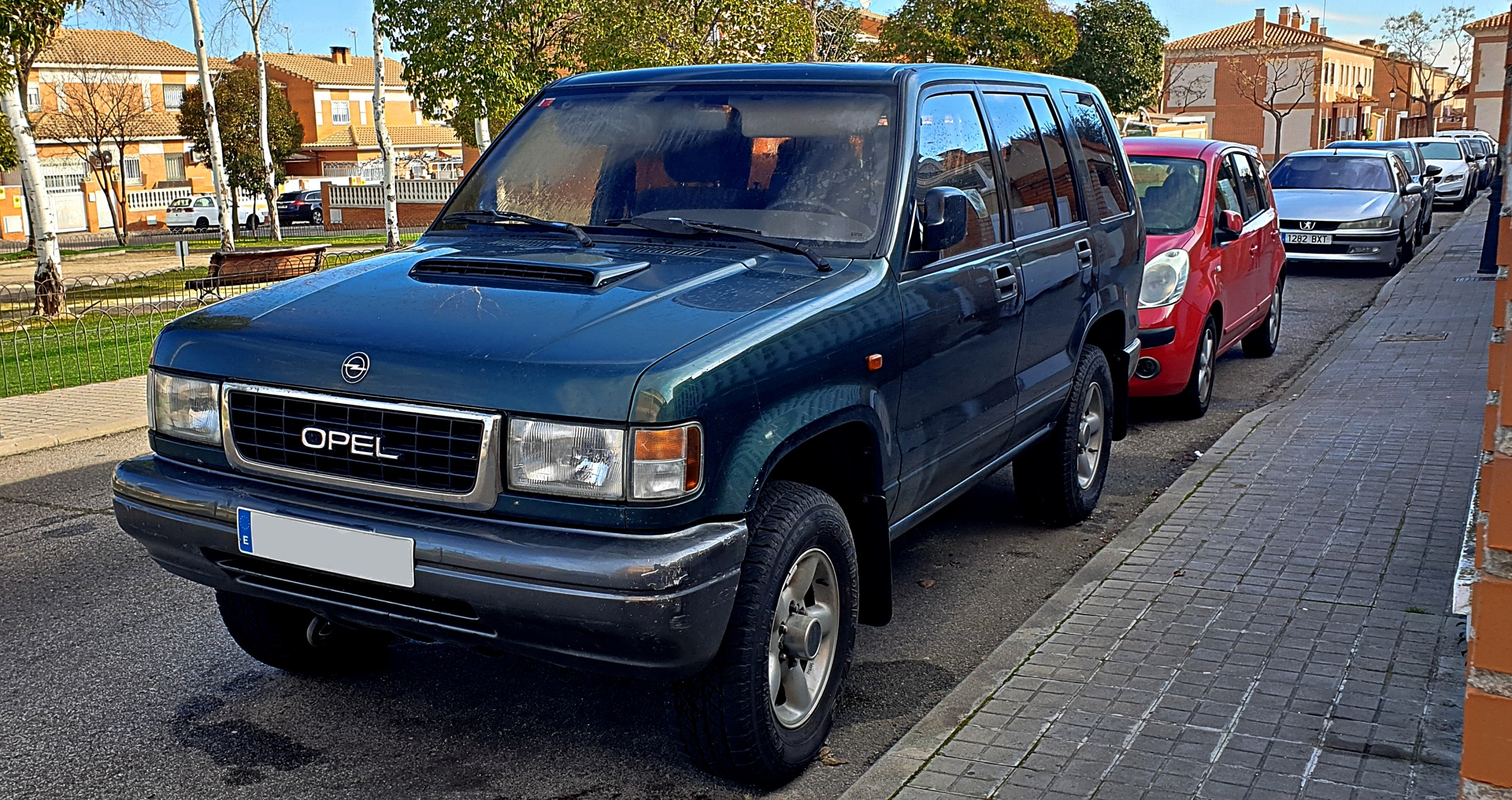
Fünftürer
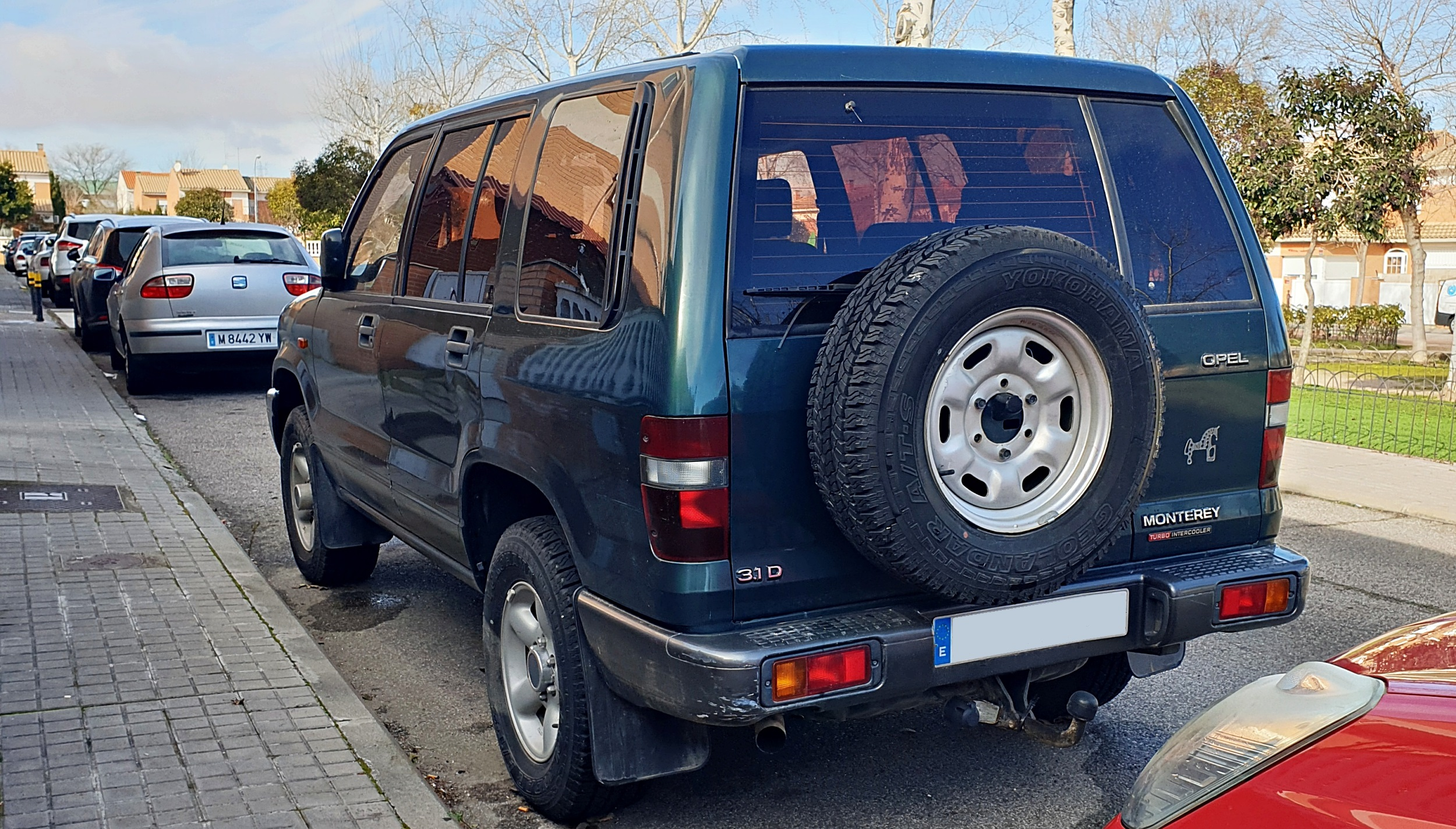
Heckansicht
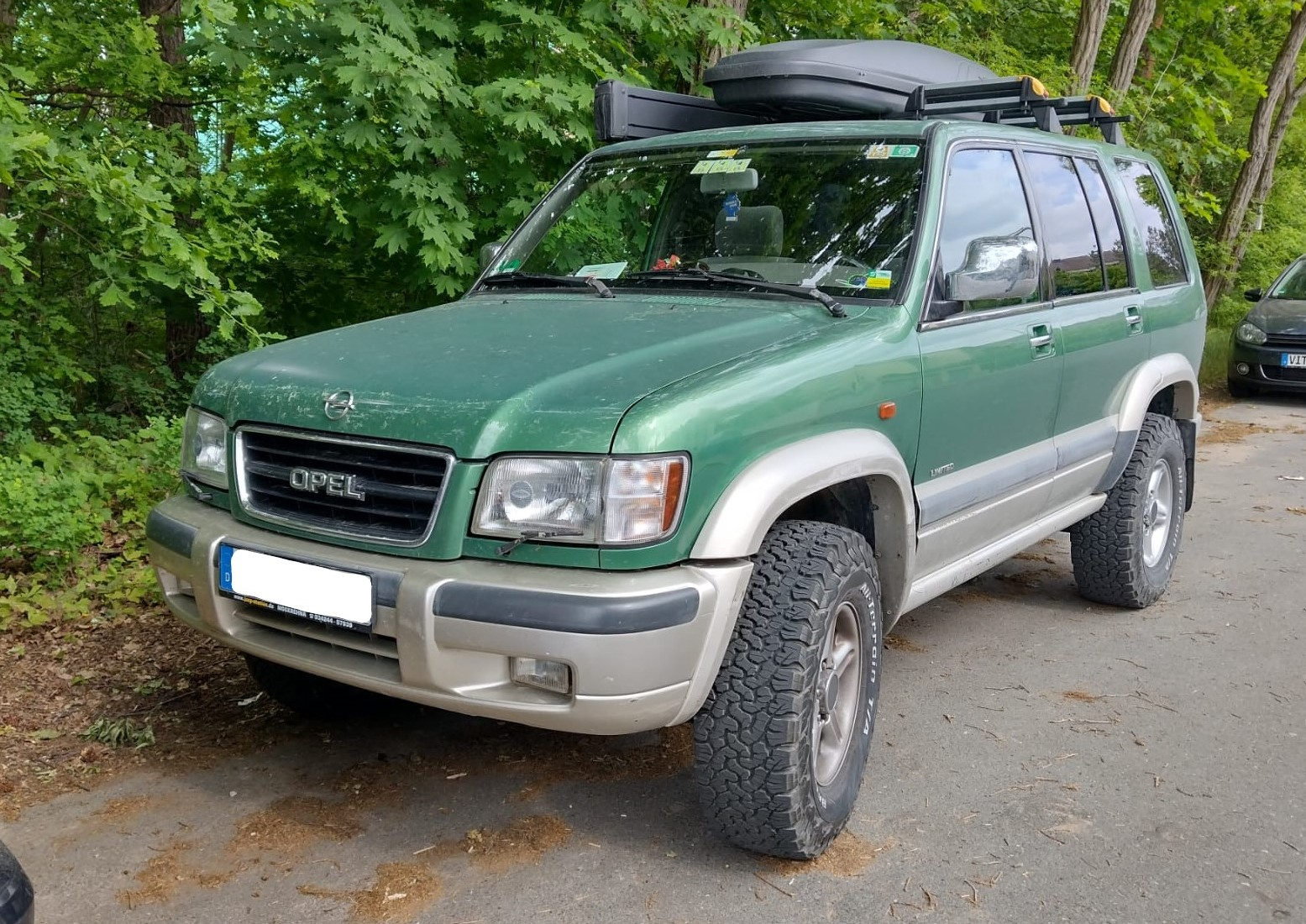
Facelift (1998–1999)
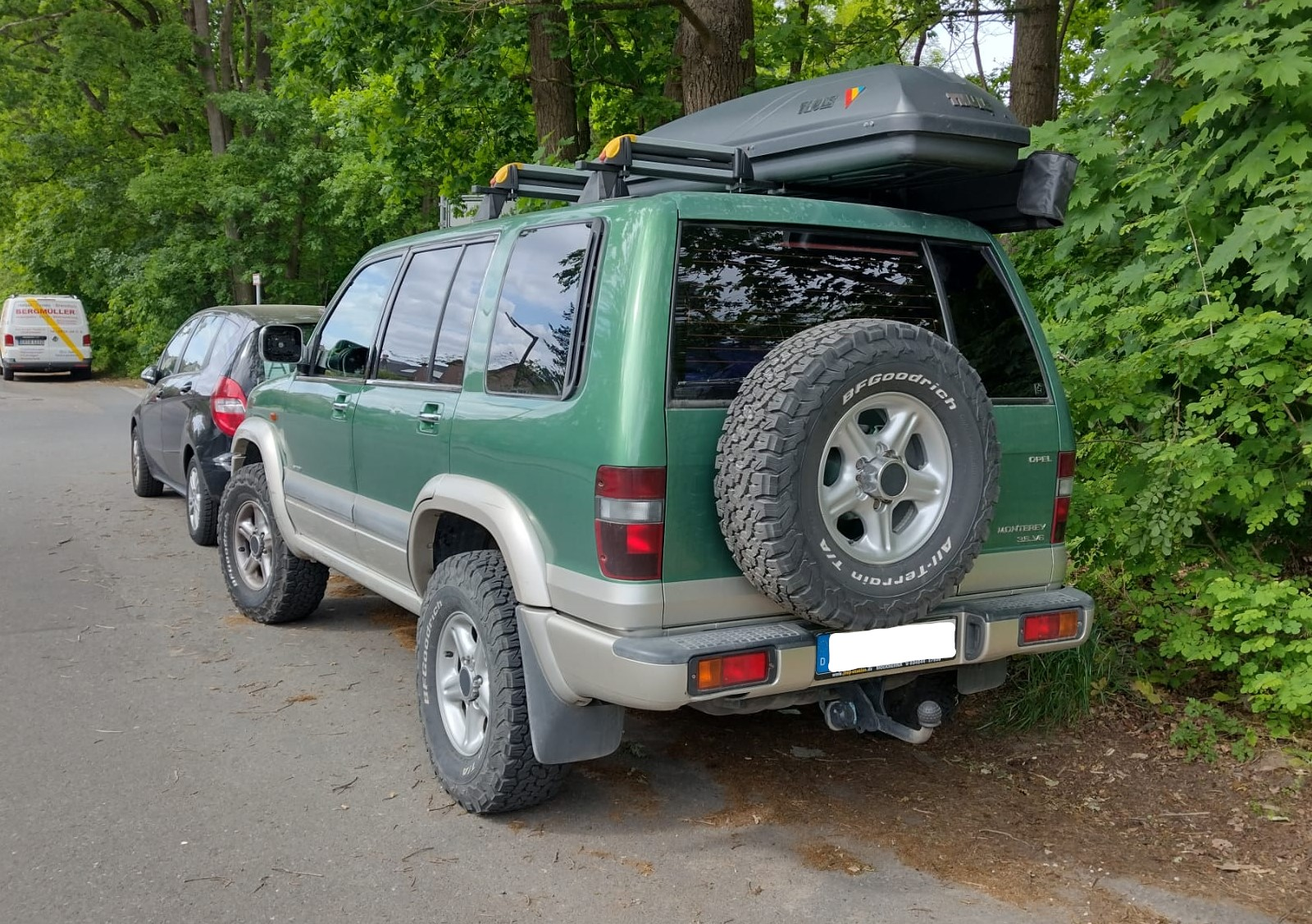
Heckansicht

## Trivia
Der Opel Monterey erschien auch in den 1990er-Jahren im Vorspann der ZDF-Serie Terra X, die von der Adam Opel AG gesponsert wurde.